# RENFE 340 sorozat
A RENFE 340 sorozat (a korábbi számozás szerint RENFE 4000 sorozat) a Krauss-Maffei (és a Babcock & Wilcox) által a spanyol vasút számára gyártott 4 tengelyes, 1668 mm-es nyomtávolságú, B’B’ tengelyelrendezésű, dízel-hidraulikus hajtású mozdonysorozat. Külső megjelenésükben és technológiájukban a DB V 200 sorozathoz hasonlítanak. Összesen 32 darabot gyártottak.

## Háttér és a története
A mozdonyok összteljesítménye 4000 lóerő (3000 kW) volt, ha mind a kettő motor üzemelt (a mozdonyban két 16 hengeres Maybach/Mercedes-Benz MD870 dízelmotor volt). A hidraulikus sebességváltók két Mekydro K184-es hidraulikus váltót használtak.
A szerződés egy 32 darabból álló sorozatot tartalmazott, amelyet 1966 és 1969 között szállítottak le, tíz darabot Németországban gyártott a Krauss-Maffei, a fennmaradó huszonkettőt pedig Spanyolországban a Babcock & Wilcox. A mozdonyok hasonlóak voltak a Deutsche Bundesbahn V 200.1 sorozatú mozdonyaihoz, de nagyobb teljesítményűek, nagyobb tömegűek és kissé hosszabbak voltak.
Az egységeket személyszállító mozdonyoknak tervezték, 130 km/h maximális sebességgel, de később tehervonatokban is használták őket, ami a nem megfelelő karbantartással együtt sok meghibásodáshoz vezetett ebben a sorozatban.
Jelenleg egy sincs forgalomban, és a 32 mozdonyból 30-at selejteztek, a 4020-as (Renfe 340 020) a Museo del Ferrocarril de Madridban, a 4026-os (Renfe 340 026) pedig az AZAFT (Asociación Zaragozana de Amigos del Ferrocarril y Tranvías) által történő felújítás alatt áll.